# Alice Isaaz
Alice Isaaz (Burdeos, 26 de julio de 1991) es una actriz francesa. Ella es reconocida por la película La jaula dorada de Rubén Alves en 2013 y Fiston de Pascal Bourdiaux en 2014.

## Biografía
Isaaz nació en Burdeos, Francia. y desde pequeña practicaba clases de piano y danza clásica. Ella es hija de un director de red de visitadores médicos y su madre es médica y farmacéutica. Además, es hermana de la periodista Laura Isaaz. Su primera aparición en la televisión fue en el año 2011.

## Trayectoria
Apareció en varios cortometrajes y en películas, trabajo además con el famoso director Paul Verhoeven. También apareció en una obra de teatro dirigida por el director Paul Zinde.

### Largometrajes
- 2013: La jaula dorada
- 2014: Fiston
- 2014: La Crème de la crème
- 2014: Les Yeux jaunes des crocodiles
- 2015: Un moment d'égarement
- 2015: Mayo de 1940
- 2016: Rosalie Blum
- 2016: Elle
- 2017: Espèces menacées
- 2018: La Surface de réparation
- 2018: Señorita J
- 2019: La biblioteca de los libros rechazados
- 2019: Play
- 2019: Savage State
- 2020: Messe basse
- 2020: Une belle course
- 2022: Couleurs de l'incendie
- 2023: Vivants
- 2023: Le prix du passage
- 2023: Apaches

### Series de televisión
- 2011: Joséphine, ange gardien como Juliette Verdon
- 2011: Victoire Bonnot como Zoé Viguier
- 2012: Los pequeños asesinatos de Agatha Christie como Juliette
- 2022: Notre-Dame, la part du feu como Eléna

### Películas de televisión
- 2012: La Guerre du Royal Palace dirigida por Claude-Michel Rome; interpretando a Marion Verdier
- 2015: L'Héritière de Alain Tasma; interpretando a Chloé

### Cortometrajes
- 2012: Königsberg
- 2013: Clean como Romy
- 2014: Notre Faust como Lise
- 2014: Après les cours como Lucie
- 2015: Qui de noux deux como Alice